# Аваріз
Аваріз — у Османській імперії надзвичайні податки, якими обкладалася реайя, якщо була крайня потреба.